# S Tymbira (S-12)
O S Tymbira (S-12) foi um submarino construído em 1936 para a Marinha do Brasil.
O submergível construído na Itália pelo Estaleiro Odero - Terni, foi incorporado à Força de Submarinos em 10 de outubro de 1937, permanecendo ativo até 26 de agosto de 1959, data de sua desincorporação.